# Sycamore (Ohio)
Sycamore és una població dels Estats Units a l'estat d'Ohio. Segons el cens del 2000 tenia 914 habitants.

## Demografia
Segons el cens del 2000, Sycamore tenia 914 habitants, 389 habitatges, i 245 famílies. La densitat de població era de 598,1 habitants per km².
Dels 389 habitatges en un 32,1% hi vivien nens de menys de 18 anys, en un 50,6% hi vivien parelles casades, en un 10,5% dones solteres, i en un 36,8% no eren unitats familiars. En el 32,4% dels habitatges hi vivien persones soles el 18,5% de les quals corresponia a persones de 65 anys o més que vivien soles. El nombre mitjà de persones vivint en cada habitatge era de 2,35 i el nombre mitjà de persones que vivien en cada família era de 3,03.
Per edats la població es repartia de la següent manera: un 26,4% tenia menys de 18 anys, un 9,1% entre 18 i 24, un 27,5% entre 25 i 44, un 21,2% de 45 a 60 i un 15,9% 65 anys o més.
L'edat mediana era de 38 anys. Per cada 100 dones de 18 o més anys hi havia 84,9 homes.
La renda mediana per habitatge era de 37.353 $ i la renda mediana per família de 47.578 $. Els homes tenien una renda mediana de 30.329 $ mentre que les dones 22.344 $. La renda per capita de la població era de 18.335 $. Aproximadament el 4% de les famílies i el 4,9% de la població estaven per davall del llindar de pobresa.

## Poblacions més properes
El següent diagrama mostra les poblacions més properes.